# دوري كرة القدم التشيكي الدرجة الأولى 2010–11
دوري كرة القدم التشيكي الدرجة الأولى 2010–11 هو موسم من دوري كرة القدم التشيكي الدرجة الأولى ‏. أشرف على تنظيمه اتحاد جمهورية التشيك لكرة القدم، وفاز فيه AC Sparta Prague (women) ‏.